# Spoorlijn Plešivec – Muráň
De spoorlijn Plešivec – Muráň (lijn nummer 165) is een enkelsporige secundaire lijn in het zuidoosten van Slowakije, die Plešivec met Muráň verbindt, via Revúca.

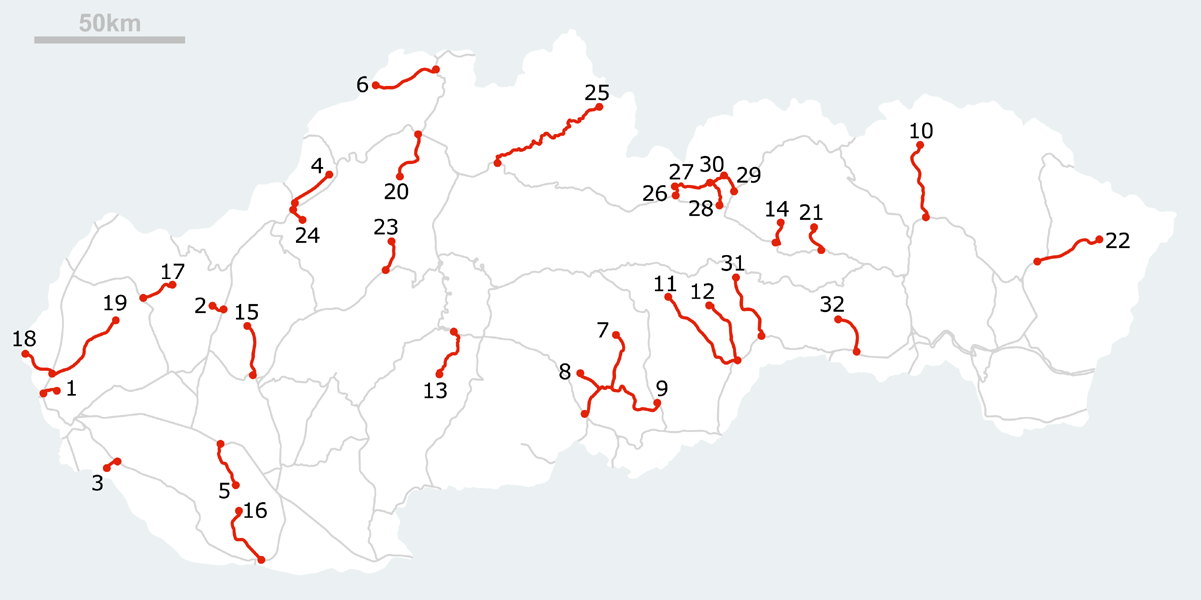
Regionale spoorkaart.
Lijn 165 Plešivec – Muráň is aangeduid met het nummer 11.

## Geschiedenis

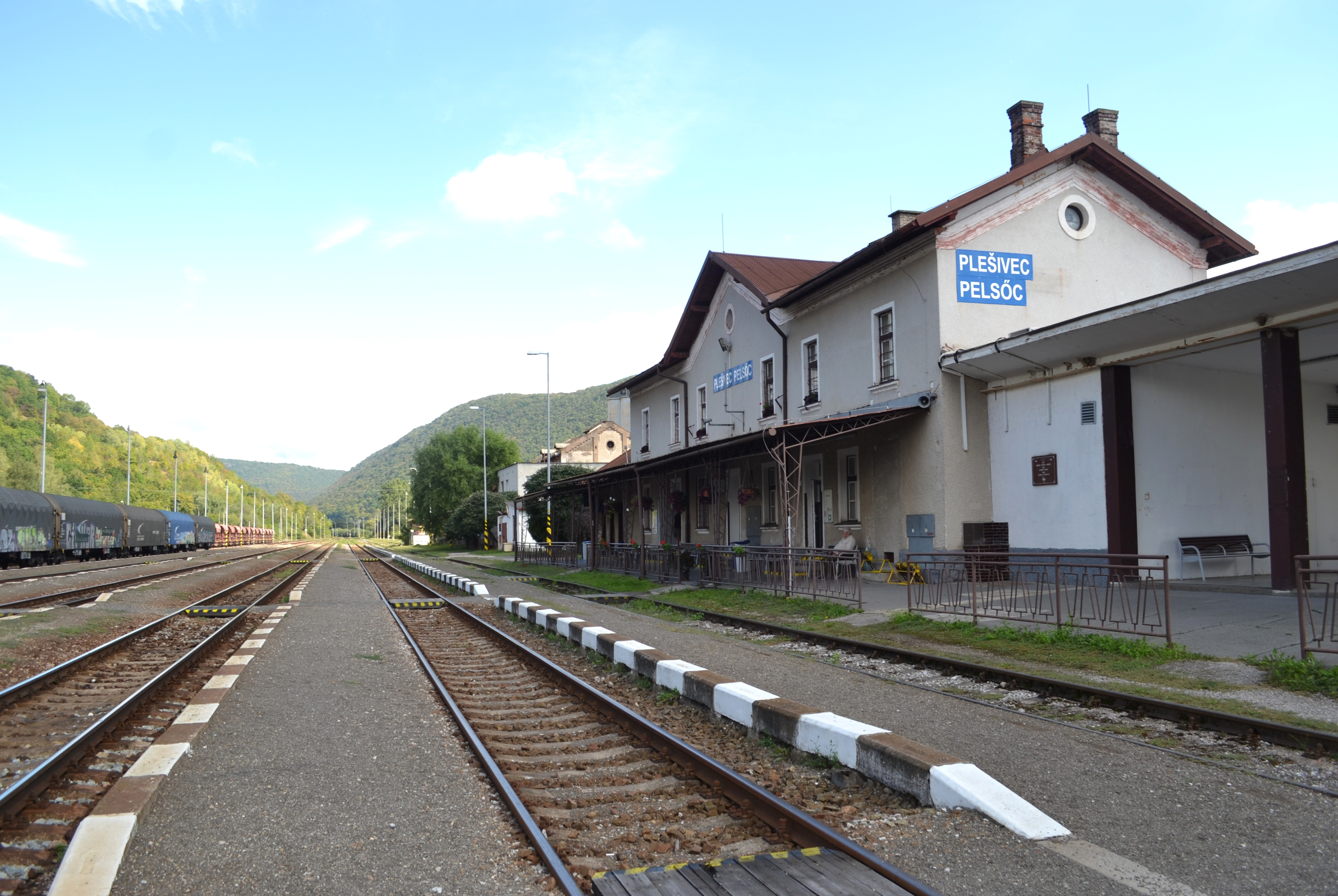
Station Plešivec

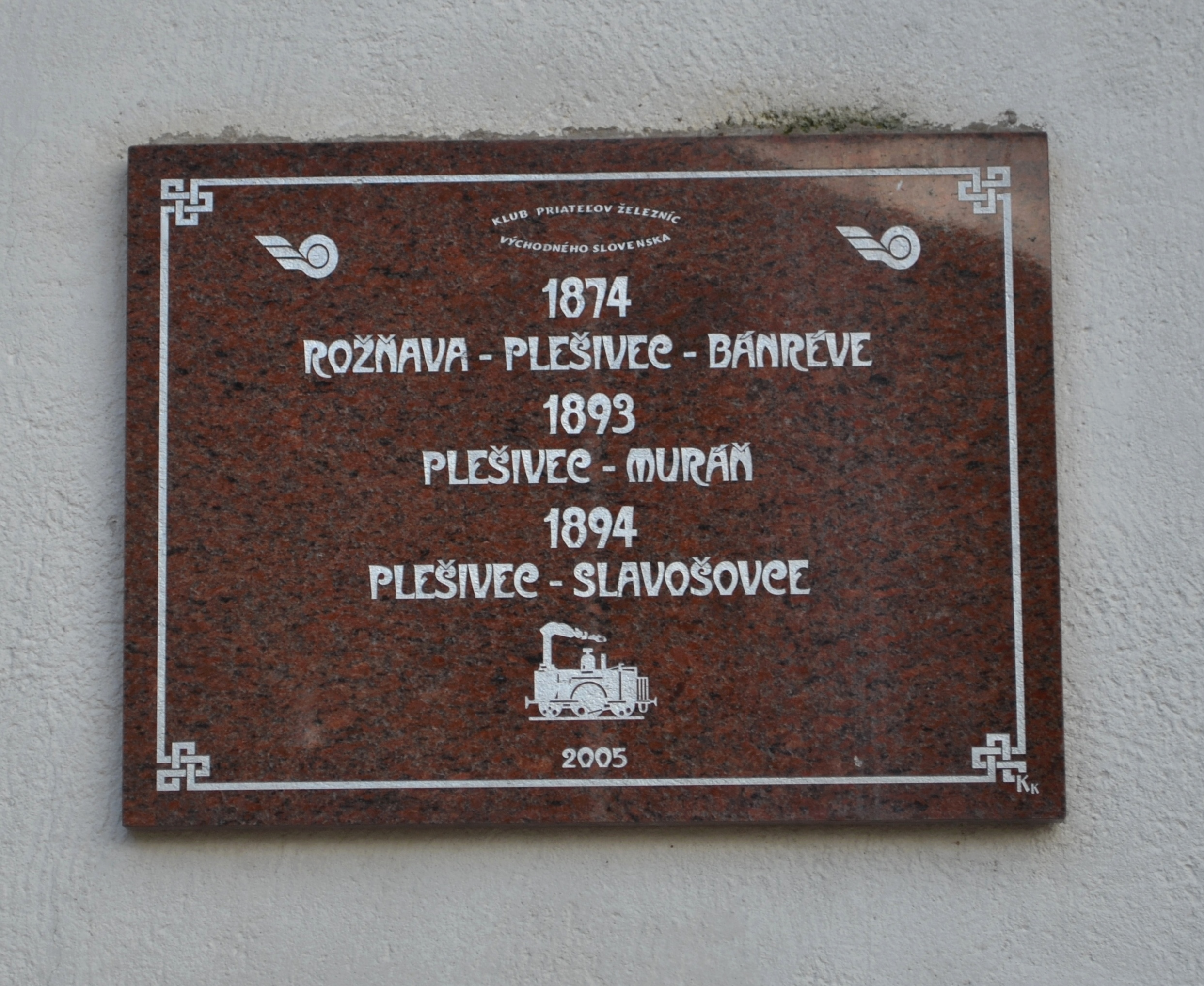
Herinneringsplaat in station Plešivec aangaande de indienststellingen

In het moeilijke Slowaakse landschap was transport in het verleden erg lastig door het ontbreken van verharde wegen. Het vervoer van hout, grondstoffen en producten uit afgelegen gebieden was destijds alleen mogelijk op bergafwaartse wegen. De spoorwegen maakten tweerichtingsverkeer van materiaal en goederen mogelijk, en vergemakkelijkten het vervoer van personen.
De omgeving van Revúca was afgelegen en geïsoleerd. De mobiliteit zou bevorderd worden door de aanleg van een spoorlijn, beginnende vanuit het zuidoostelijk gelegen Plešivec, en gaande in de noordelijke richting: Revúca en verder Muráň. Hierdoor zou voor deze streek een verbinding ontstaan met de zuidelijke spoorlijn Lučenec - Rožňava (spoorlijn 160: Zvolen – Košice).
De plaatselijke ertsmijnen en de metaalindustrie met haar hoogovens waren vragende partij. Reeds in 1865 wendden de toenmalige eigenaren van de industriële bedrijven zich tot de Hongaarse deelstaatregering om een spoorlijn aan te leggen en de dienst met koetsen en karren te vervangen door treinen, maar dit werd wegens geldgebrek afgewezen. De maatschappij "Murányvölgyi helyi érdekű vasút" ("Lokale spoorweg van Muráň") werd slechts in 1890 opgericht en de bouw van de spoorlijn Plešivec – Muráň begon theoretisch in de herfst van 1892. Doch het wezenlijke werk te velde begon pas in maart 1893.
Spoorlijn 165 werd aangelegd in de vallei der rivier Muráň en na acht maanden bouwwerk was de lijn gereed: van Plešivec tot Muráň via Jelšava en Revúca. De hele route werd ceremonieel in dienst gesteld op 21 november 1893. De bouwkosten bedroegen 3.092.000 kronen.
Later, als gevolg van de Eerste Wereldoorlog en de Eerste Weense Arbitrage, was in 1938 een nieuwe grens van toepassing tussen Tsjecho-Slowakije en het Koninkrijk Hongarije.
Aangezien lijn 165 over deze nieuwe grensovergang leidde, meer bepaald tussen de stations Jelšava en Chyžnianska Voda (thans Lubeník), was de spoorlijn in tweeën gedeeld. Bijgevolg moesten treinen uit Slowakije over Hongaars grondgebied rijden om andere spoorlijnen in Slowakije te bereiken. In deze omstandigheden werd elk troepenvervoer per spoor geannuleerd. Daarom begon de Slowaakse Staatsspoorweg in 1940 met de aanleg van de zogenaamde Gemer-verbindingslijnen. Laatstgenoemde lijnen moesten toelaten om lijn 165 te verbinden met de rest van het Slowaakse spoornet zonder passage over Hongaars grondgebied. De ontwikkeling van deze verbindingen vereiste nabij station Revúca de aanleg van een vertakking, evenals een spoorlijn in de richting Tisovec.
Insgelijks moest nabij het station Chyžnianska Voda (thans Lubeník) een vertakking worden aangelegd, evenals een spoor naar Slavošovce. Naarmate de tijd vorderde, slaagde men er niet in, om de Gemer-verbindingslijnen te voltooien vóór het einde van de Tweede Wereldoorlog. Vermits er toen nogmaals een nieuwe grens toegepast werd, waarbij lijn 165 terug integraal op Tsjecho-Slowaaks grondgebied lag, werd de bouw van de Gemer-verbindingslijnen in 1949 stopgezet en sedertdien niet meer hernomen.
Op 1 januari 1993 werd lijn 165, als gevolg van het uiteenvallen van Tsjecho-Slowakije, overgedragen aan de nieuw opgerichte Spoorwegen van de Slowaakse republiek (ŽSR).

## Treindienst
Het verkeer van reizigerstreinen werd opgeschort op 1 mei 2011.
In de zomer van 2021 reden op zaterdagen en feestdagen enkele snelle toeristentreinen van en naar Košice.

## Stations en stopplaatsen

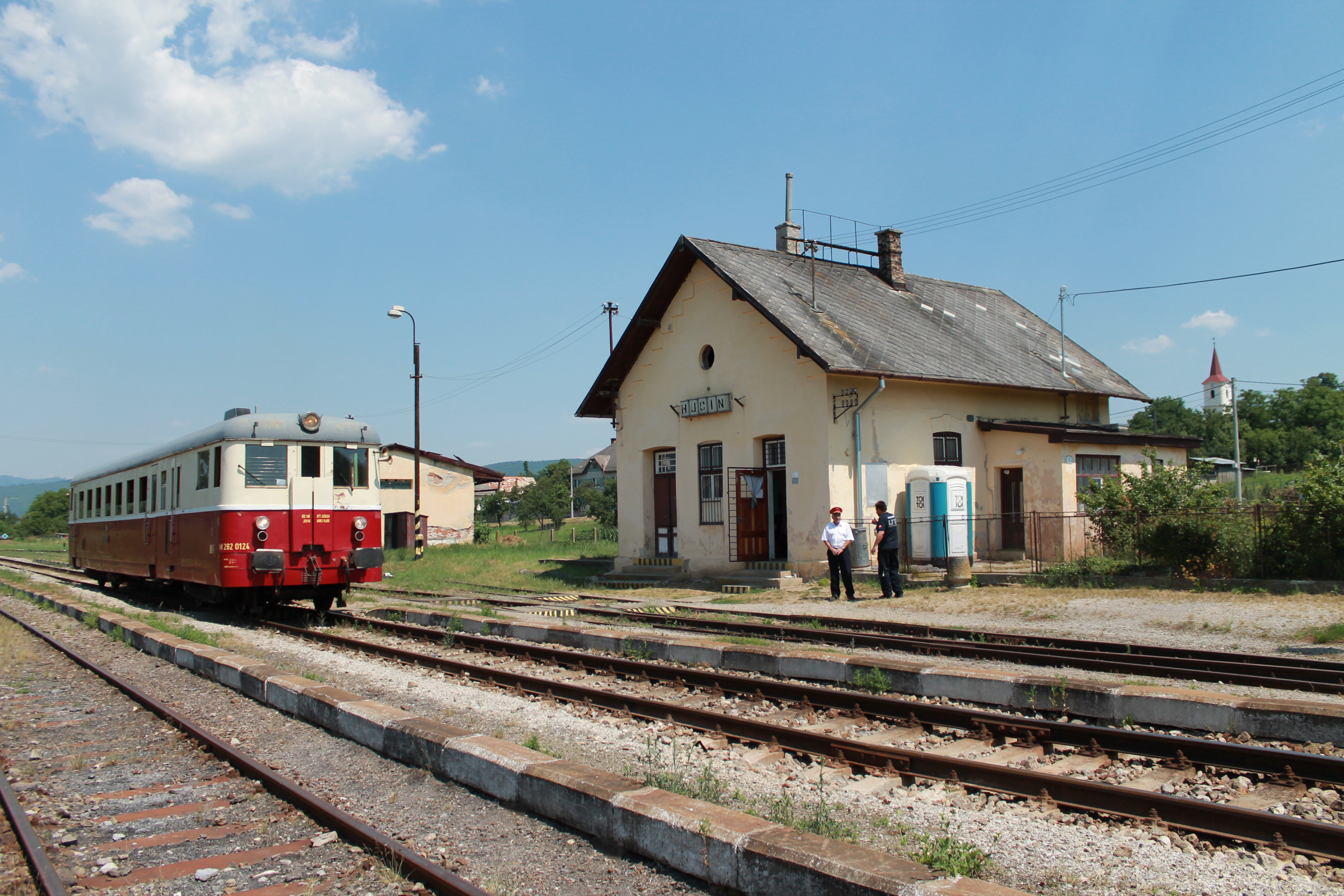
Station Hucín

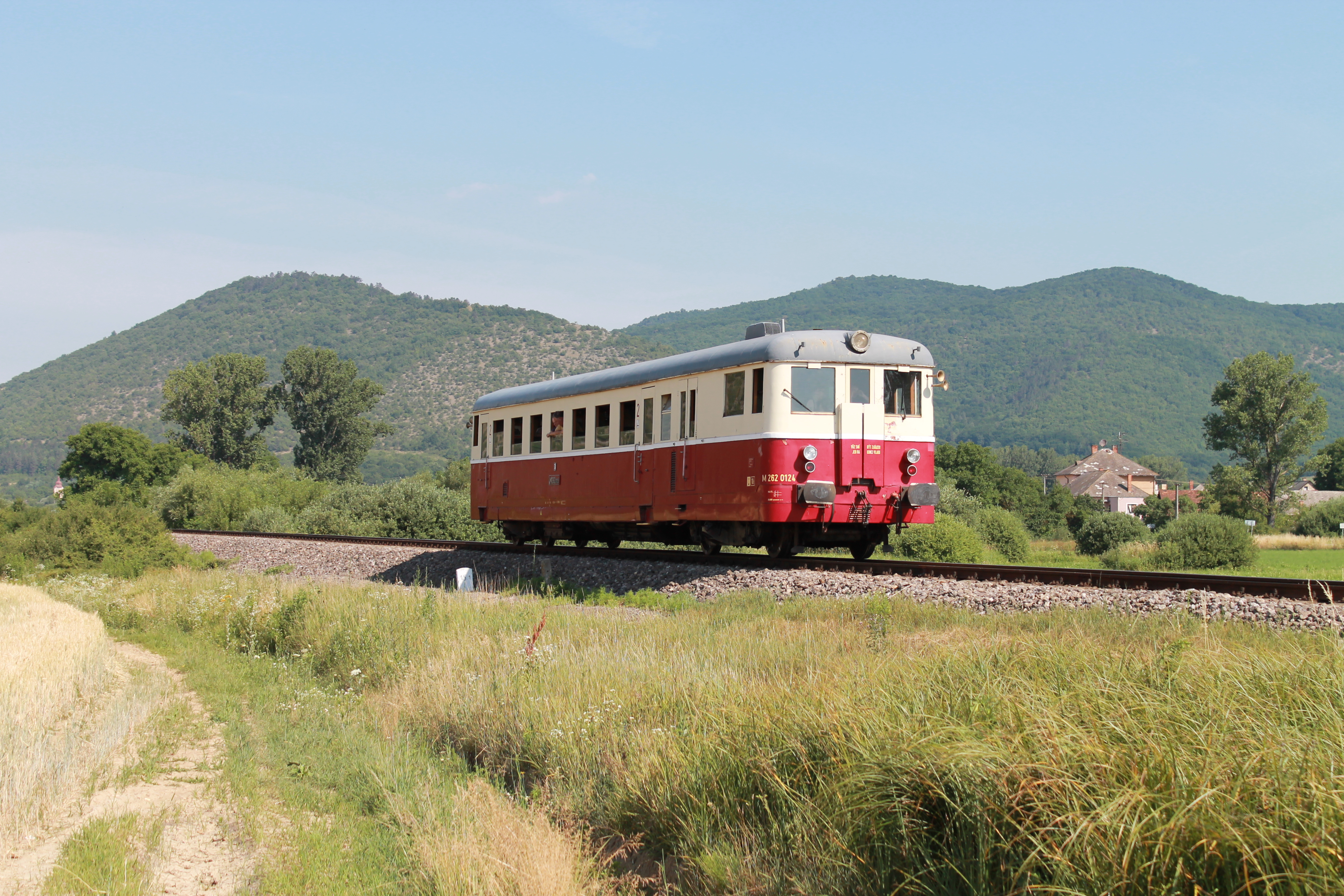
Tussen station Hucín en Gemerský Milhosť

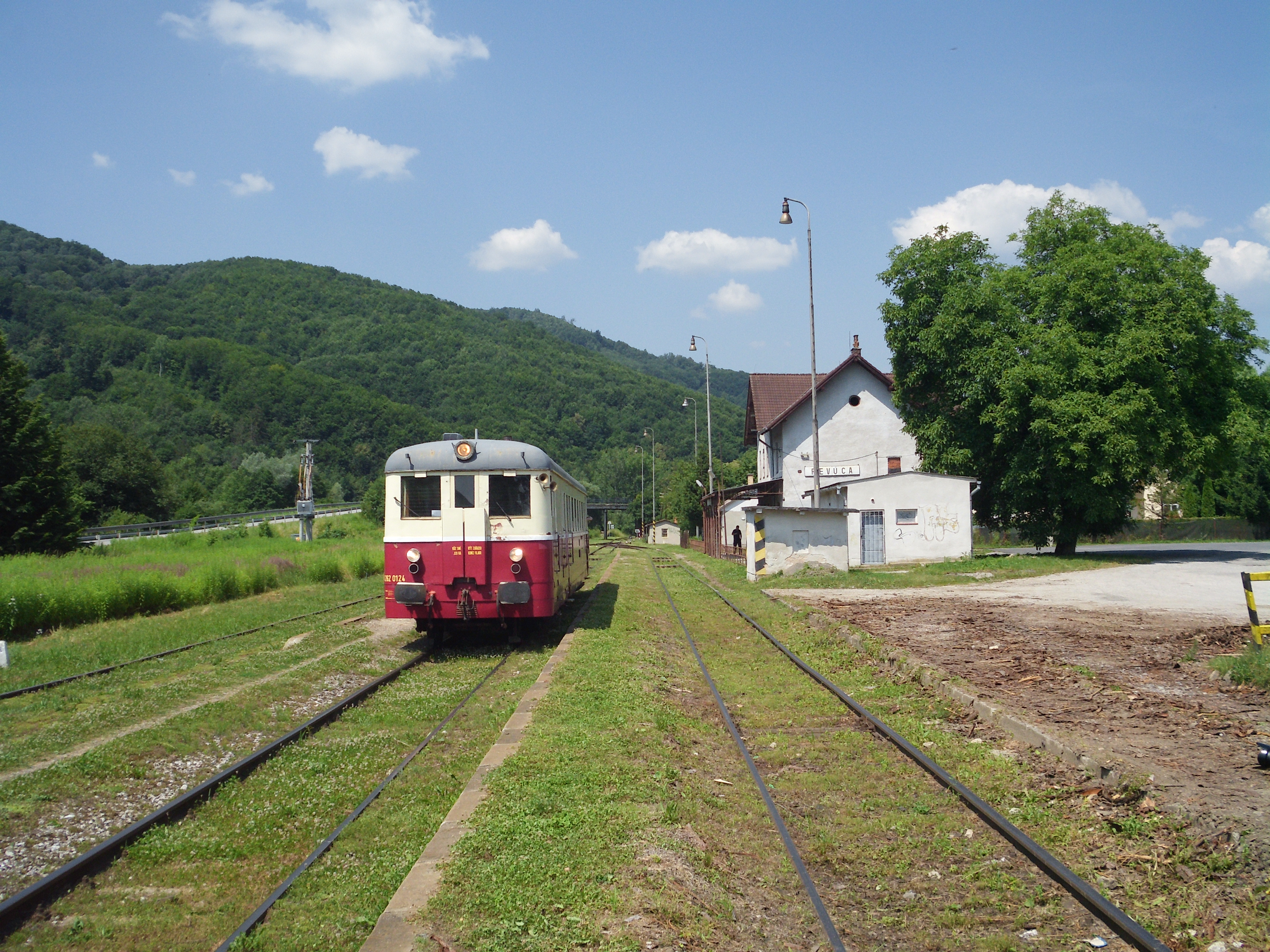
Station Revúca

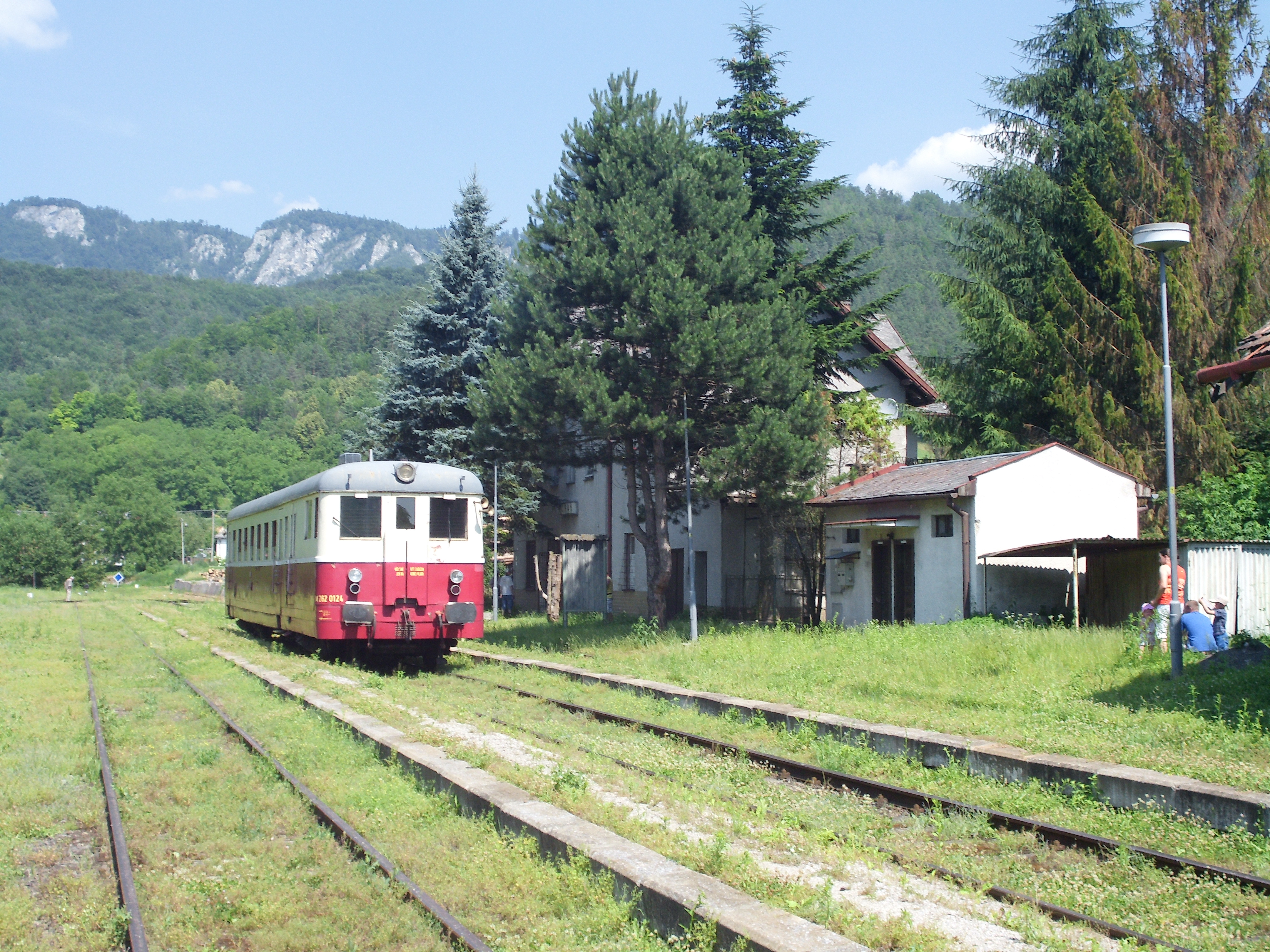
Toeristische trein in station Muráň

De volgende stations en stopplaatsen bevinden zich aan lijn 165: 
- Station Plešivec (s) – vertakking naar lijn 160: Zvolen – Košice
  - onderbrugging voor de rivier Štítnik
- Gemerská Hôrka zastávka (halte)
- Hucín (s)
- Gemerský Milhosť [3]
- Jelšavská Teplica [3]
- Jelšava (s)
  - onderbrugging  voor de rivier Muráň
- Jelšava zastávka (halte)
  - onderbrugging  voor de rivier Muráň
    - voormalige staatsgrens Hongarije-Slowakije (van 1938 tot 1944)

  - vertakking naar Slavošovce (onafgewerkt)
- Lubeník (s) – werkzetel van de verkeersleider voor het traject Lubeník - > Muráň
- Revúcka Lehota
- Mokrá Lúka
- Revúca (s) 
  - vertakking richting Tisovec (onafgewerkt)
- Muránska Dlhá Lúka
  - onderbrugging  van de rivier Muráň
- Muráň (s)

## Externe koppeling
- (sk)  112de Verjaardag van de lijn Plešivec - Muráň (www.vlaky.net) (2005)
- (sk)  Spoorlijn 165 Plešivec – Muráň : Beschrijving en geschiedenis (www.zeleznicne.info) (2008)
- (sk)  Het motorstel rijdt niet meer van Muráň naar Plešivec (Artikel in het tijdschrift SME) (2011)
- (sk)  Spoorwegen in Slowakije (www.vlaky.net)
- (sk)  Gegevens van de spoorlijn Muráň - Plešivec (www.rail.sk)
- (sk)  ŽSR 165: Plešivec - Muráň (www.vlaky.net)